# 相乗り

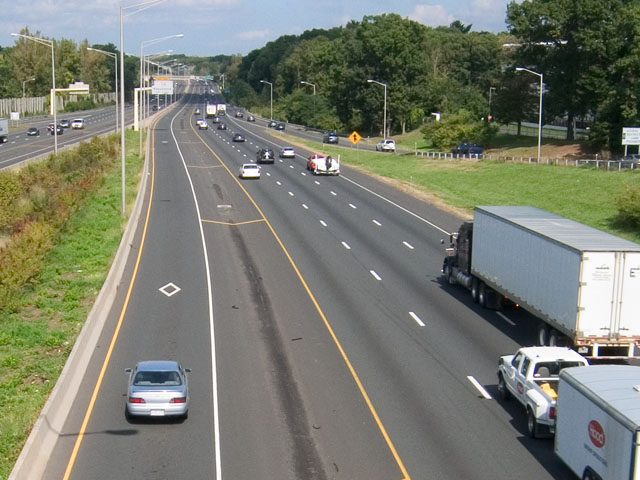
菱形の路面標示のある車線がHOV専用車線（アメリカの州間高速道路）。州によっては電気自動車ならば1人乗りでも通行可能とする特例がある。

相乗り（あいのり、英: carpool：カープール）とは、一台の乗り物に複数人数が一緒に乗り合わせることをいう。通常は、近所の人など、他人同士が一台の乗り物に乗ることを指し、家族や同居人などが一台の乗り物に乗る場合や、路線バスなど、業として（運賃を徴収して）複数の人間を輸送する場合（乗合自動車）は含まない。また、相乗りといった場合、通常は自家用の四輪自動車に同乗することをイメージするが、東南アジアではバイク（特にスーパーカブ等の原動機付自転車）の相乗りも一般的に行われている。
携帯電話アプリなどを利用して有償の旅客輸送を行う行為は「ライドシェア」と呼ばれる。

## 優遇策
日本以外の国では、交通渋滞緩和や環境対策などの目的で、相乗り等で運転手以外に一定数以上の乗員がいると通行料金が無料になったり、専用（優先）車線を通行できるなどの優遇策がとられている国もある。米国では、一定数以上の乗員のいる乗用車はHOV（High-occupancy vehicle）と呼ばれ、その専用車線はHOVレーン（High-occupancy vehicle lane）と呼ばれる。
日本でも、相乗りに対する優遇策の導入を唱える者がいるが、定期点検などの整備や交通事故が発生したときの責任の所在の問題があり、積極的な導入は現実的でないとされている。

## カーシェアリング
欧州を中心に、自家用車の所有や使用を中止するため、あるいはセカンドカーの購入を控えるために会員制で自動車を共用する制度として、カーシェアリングが導入されている。この場合は必ずしも複数人数が搭乗するわけではないが、走行台数を抑制する点では類似効果が期待される。

## タクシーの「相乗り」
日本のタクシーは道路運送法における一般乗用旅客自動車運送事業、すなわち一個の契約により自動車を貸し切って旅客を運送する事業であることから、基本的に乗合行為は認められていない。タクシー待ちをしている乗客それぞれが、自分たちの意志により申し合わせて同乗する場合は、相乗りと呼ぶ。この際、メーター料金は乗客が割り勘で支払うことが多い。
日本では、通常のタクシーが運転手の主導により不特定多数の乗客を一度に乗せること（乗合行為）は禁じられているが、客同士が申し合わせて、あるいは配車アプリ等でマッチングされた乗客同士が相乗りすることは合法である。
一方、韓国の一般タクシーでは、乗客を乗せて走行中でも、運転手の判断で道路でタクシー待ちをしている乗客を拾い、相乗りが行われる場合がある（なお、韓国では相乗りは禁じられている）。相乗りした乗客は、降車時のメーター料金から、乗車時のメーター料金を差し引き、その差額に初乗り基本運賃を加算して支払うのが一般的である。

## 配車サービス
2000年代以降、個人が空いた時間を利用し自家用車で客を有償で運ぶライドシェアをサポートする会社が登場し、Uberや滴滴出行は大企業へと発展した。日本では『白タク』として違法であるが、Nottecoのような経費割り勘のみという形でのサービスが登場しており、近年では規制の回避をねらったサービスも登場している。またライドシェア規制に対して、既存のタクシー業者を過剰に保護することで経済を停滞させているとの批判がある。

## 高速道路上での相乗りに関する問題
日本の高速道路では、流入してから退出するまで相乗りを続けることは特に問題とならないが、以下のような形で相乗りを行うことはそれぞれ禁止行為とされている。
- 高速バスのバスストップに一般車が停車しての乗降…道路交通法第75条の8（駐停車禁止）違反[4] [5]
- サービスエリア・パーキングエリアに車を止めたまま別の車で移動…「車両を放置したままSA・PAから立ち去ること」はNEXCOが禁止している[6]
- ウェルカムゲート経由での乗り合わせ…道路法第48条の11、高速自動車国道法第17条（みだりな立ち入りの禁止）違反[5]

姫路バイパスの姫路サービスエリアでは、上下線一体型かつ一般道からの出入りが可能なこともあって、相乗りを含めた長時間駐車が問題となっており、2023年には対策として一般道からの流入を禁止することとなった。

## ゴンドラリフト・スキーリフトの「相乗り」
ゴンドラリフトや、スキーリフトの内でペアリフト以上の複数人が乗車可能な物については、混雑緩和のために係員が相乗りを促す事がある。
ゴンドラリフトの場合は係員の呼び掛けにより、それに応じた乗客が対応するケースが多い。
スキーリフトでは、日本の場合は「シングルレーン」や「お一人様用」などと書かれた専用のレーンを設け、レーンに入ってきた1人客に、搬器の空きに応じて相乗りを促す事がある。また海外の例では、主にクワッドリフト以上のリフト乗車停留場付近に十分なスペースがある場合、1人～最大8人（最大人数はリフトの種類による）ごとのグループ別レーンを設けて、搬器の定員に合わせた人数の組み合わせをして相乗りさせる方式を取る事もある。